# 윌셔/웨스턴역
윌셔/웨스턴 역(Wilshire/Western Station)은 로스앤젤레스 군 광역철도의 D선역중 하나이다. 로스앤젤레스의 미드-윌셔/코리아타운 지구에 있는 윌셔 대로(Wilshire Boulevard)와 웨스턴 애비뉴(Western Avenue)에 위치해 있다. 이 역은 빨간선과 동시 운행되지 않는 2개의 지하철역 중 하나이다.
이전 계획에서는 이 지하철이 페어팩스 애비뉴까지 연장한 후 마을 북쪽까지 연장하도록 요구했으나 정치적 의견 차이로 인해 현재 여기서 종착역이 되며, 빨간선은 버몬트가를 경유하여 마을로 이동한다. 메트로는 현재 D선을 이 역에서 서쪽으로 UCLA 인근 웨스트우드의 웨스트우드/VA병원역까지 연장하기 위한 D선 연장(Purple Line Extension) 공사를 하고 있다.
윌셔/웨스턴에 설치된 두 개의 예술 작품은 "People Coming"과 "People Going"이라고 불린다. 역의 양쪽 끝에 있는 큰 벽화들이다. 린우드 출신 리처드 와이어트가 만들었다.

## 인근 역세권

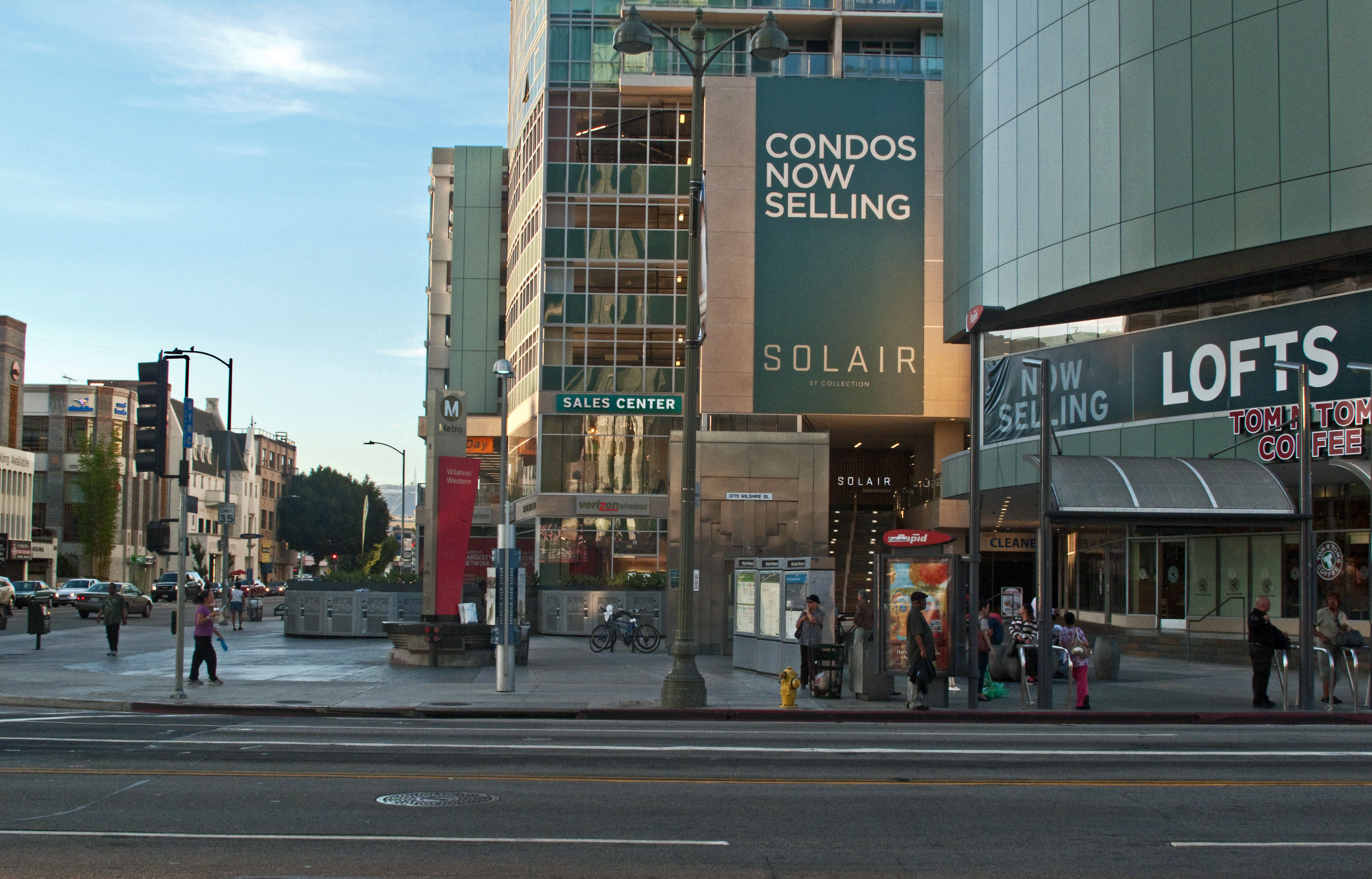
지하철 광장(The subway plaza), 메트로 래피드 720번 노선 버스 정류장

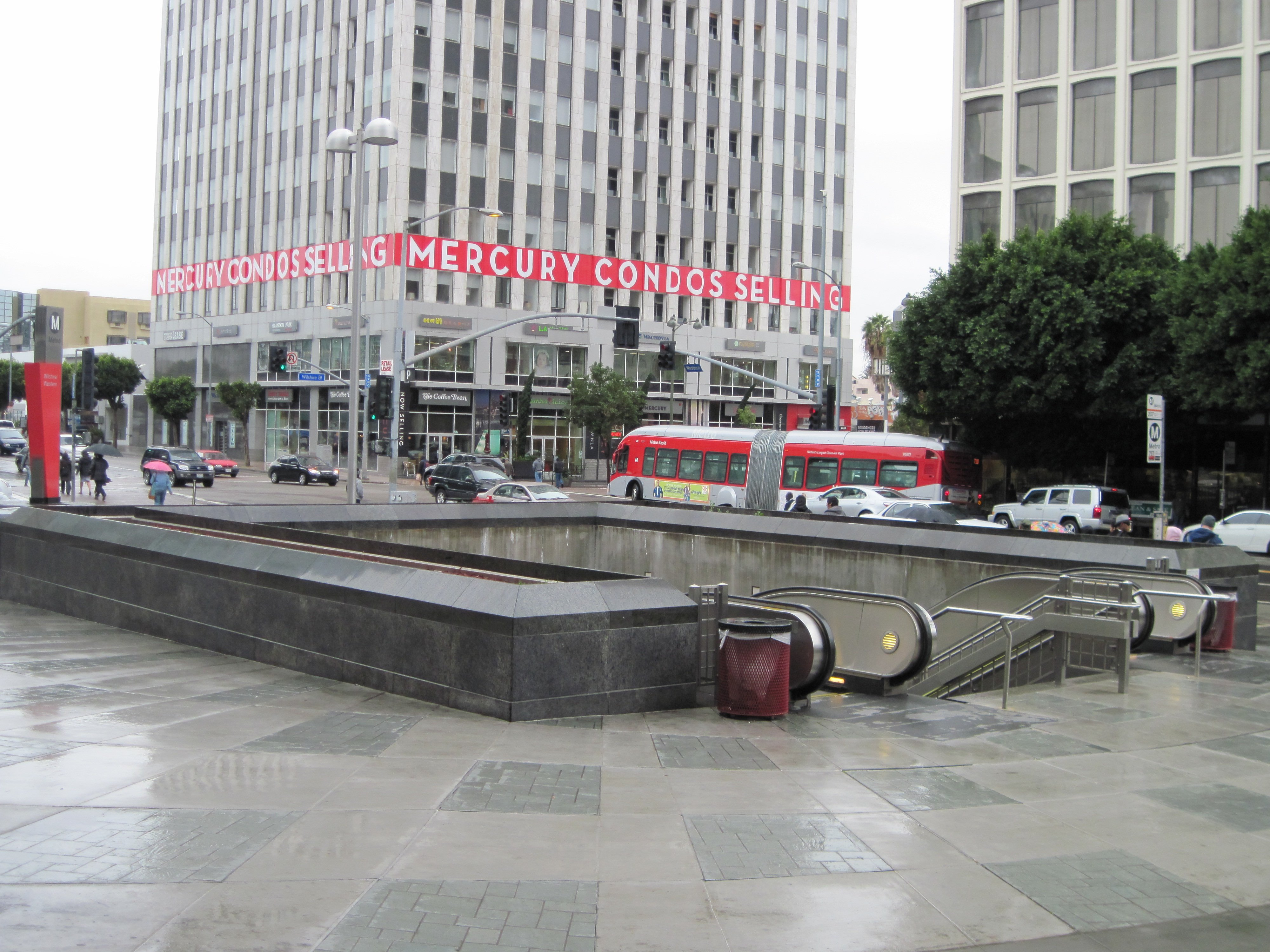
윌셔/웨스턴 역 출구

2009년 역 위에 Solair라는 콘도 타워가 개장했다.
- 펠리시에 빌딩 & 윌턴 극장(Pellissier Building and Wiltern Theatre)
- 라디오코리아 본사
- 리버티 공원
- 피오 피코 코리아타운 도서관(로스앤젤레스 시립 도서관 지점)

## 역 정보

### 역 구조
| 1층     | 길거리                          | 출입구 (내려감), 메트로 버스 정류장 |
| 지하1층 |                                 | 출입구 (올라감), 표 사는 곳, 개찰구 |
| 지하2층 | D선                             | ← 종착점 (멈추는 장소) (미래의 D선 연장이 열리면 윌셔/라브레아역으로 진입하여 종착점 역할을 중단하게 될것이다.) → 윌셔/놀만디역 Wilshire/Normandie Station → 유니언역행 (기점행) |
| 지하2층 | 섬식 승강장, 왼쪽 출입문이 열림 | |
| 지하2층 | D선                             | → 윌셔/놀만디역 Wilshire/Normandie Station → 유니언역행 (기점행) |

### 열차 운행 정보

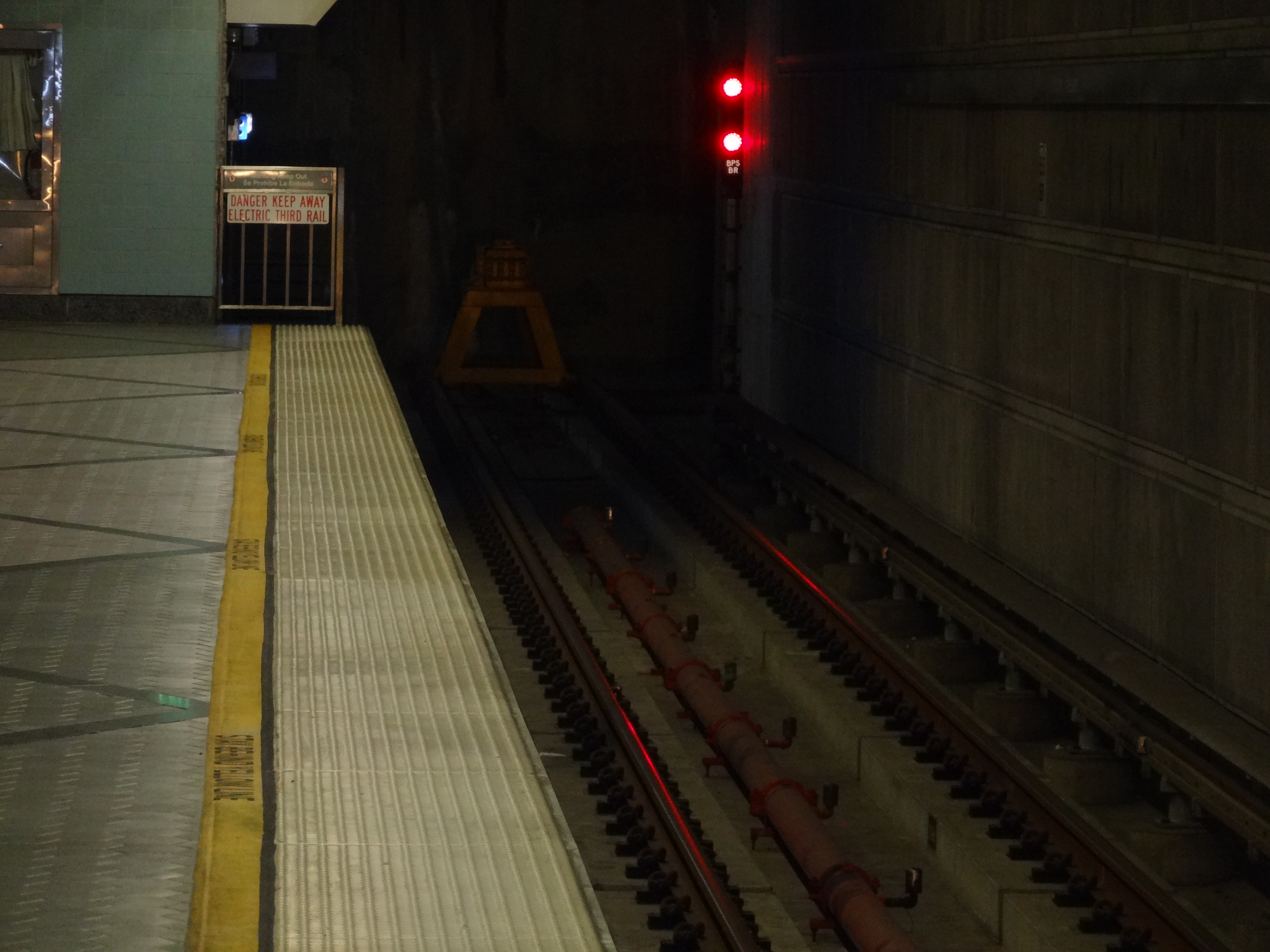
선로 끝의 범퍼 블록

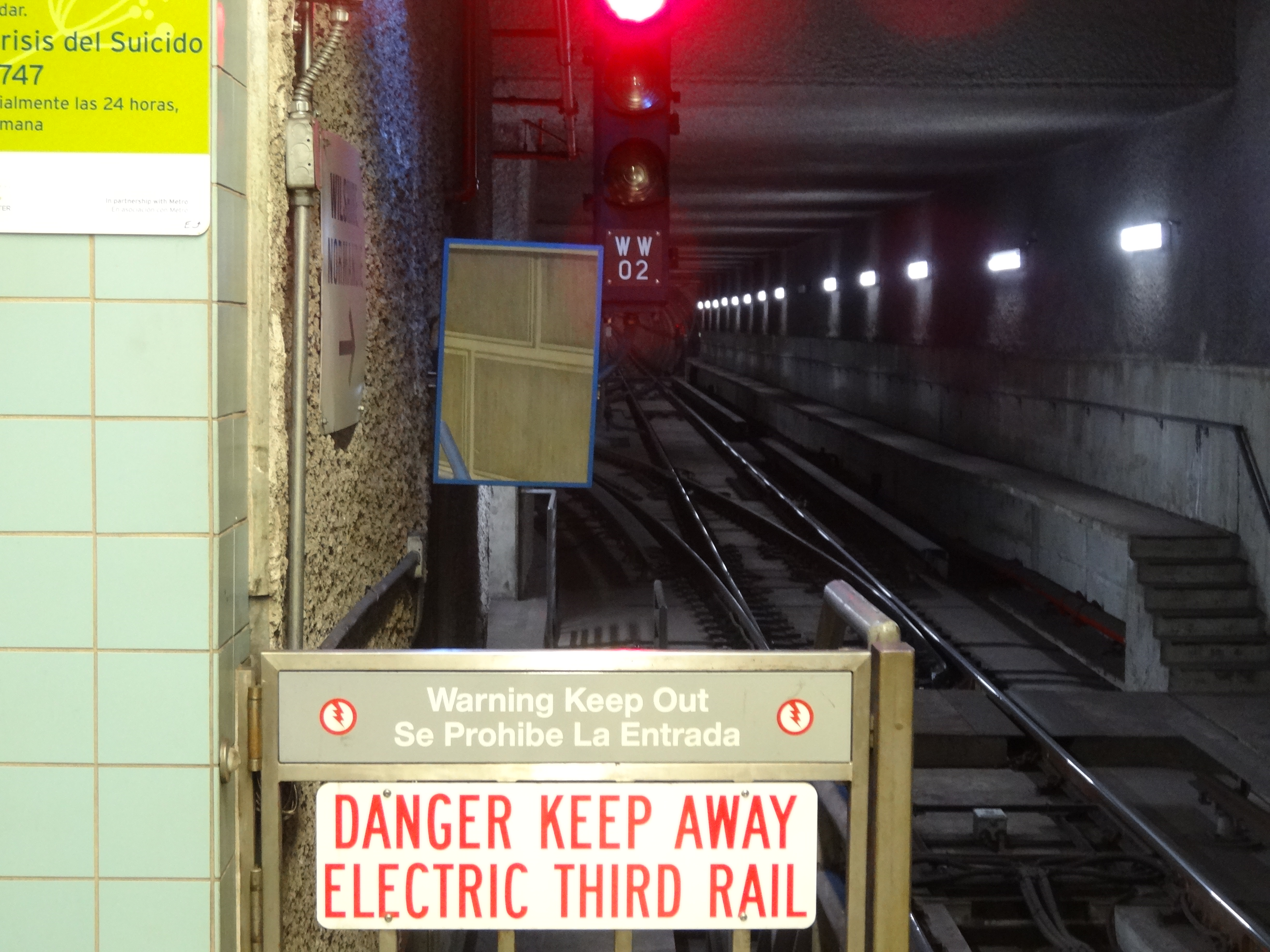
내행 승강장 끝에 보이는 철도 분기기

D선 운행 시간은 매일 약 오전 5시부터 오전 12시 45분까지이다.

## 연결 가능한 버스노선
| 메트로 Metro Bus        | 일반 메트로버스: 18, 20, 66, 207, 209 급행 메트로버스: 710, 720, 757                                      |
| LADOT                   | 일반: - DASH: * 윌셔 센터/코리아타운 (Wilshire Center/Koreatown)편 * 할리우드/윌셔 (Hollywood/Wilshire)편 |
| 푸트힐 Foothill Transit | 481 |
| 빅블루버스 Big Blue Bus | 7, Rapid 7                                                                                                |
| 기타:                   | - |

## 같이 보기
- 코리아타운 (로스앤젤레스)